# Duplation
Die Duplation (von lateinisch duplare ‚verdoppeln‘) ist eine Multiplikationsmethode, bei der zunächst tabellarisch links zeilenweise ganzzahlige Vielfache des Multiplikanden (einschließlich des Ein-Fachen, also des Multiplikanden selbst) und rechts daneben in die jeweilige Zeile die Vielfachheit aufgeschrieben werden. Standardmäßig werden die jeweils darüber stehenden Werte verdoppelt (daher der Name Duplation), also der Reihe nach das 1-, 2-, 4-, 8-, 16-fache usw. notiert, bis mit der Zahl der Vielfachheit der Multiplikator erreicht ist. Anschließend wird der Multiplikator additiv in Summanden aus den notierten Vielfachheiten zerlegt und der Produktwert ermittelt, indem die zugehörigen Vielfachen des Multiplikanden addiert werden. Sie zählte früher zu den Grundrechenarten, wird heute aber nicht mehr angewendet.

## Grundlagen
Die Duplation ist eine andere Form der Multiplikation, bei der jedoch lediglich mit dem Faktor 2 malgenommen wird. Auf diese Weise ist es möglich, durch Addition auch Multiplikationsaufgaben zu lösen. Allerdings ist die Duplation insbesondere bei größeren Zahlen sehr zeit- und arbeitsaufwändig, weswegen sie heute nicht mehr gelehrt wird.

## Historisches
Die Duplation wurde bereits im antiken Ägypten benutzt. Da das ägyptische Zahlensystem kein Zeichen für die 0 kannte, konnten heutige Methoden der Multiplikation nicht angewendet werden. Stattdessen entwickelten die Ägypter eigene Methoden. Auf dem Papyrus Rhind, benannt nach dem Schotten Alexander Henry Rhind, welches etwa aus der Zeit um 1700 v. Chr. stammt, sind verschiedene Beispiele dafür erhalten. Neben der Duplation ist dabei vor allem das später Russische Bauernmultiplikation genannte Verfahren zu nennen.

Da das römische Zahlensystem ähnlich wie das ägyptische aufgebaut war und deswegen dieselben Probleme hatte, wurde die Duplation lange fortgeführt. Noch im Mittelalter wurde es standardmäßig gelehrt. Erst als sich im 13. Jahrhundert die arabischen Ziffern auch in Westeuropa durchsetzten, verschwand die Duplation allmählich.

## Funktionsweise
Wenn man eine Multiplikationsaufgabe mit Hilfe der Duplation lösen möchte, erstellt man eine Tabelle mit zwei Spalten. In die linke Spalte wird einer der beiden Faktoren der Aufgabe eingetragen, in die rechte Spalte die Zahl "1". Nun multipliziert man beide Zahlen mit dem Faktor 2 bzw. addiert sie zu sich selbst. Das Ergebnis trägt man in der Tabelle in die nächste Zeile ein. Nun fährt man fort, indem man diese Zahlen ebenfalls mit 2 multipliziert bzw. zu sich selbst addiert. Wiederum trägt man die Ergebnisse in die nächste Zeile ein. In der rechten Spalte ergibt sich somit jedes Mal die Reihe "1, 2, 4, 8, 16, 32,...". Man fährt mit diesem Vorgang so lange fort, bis sich der zweite Faktor der Ursprungsaufgabe, der nicht in die Tabelle eingetragen worden ist, durch Addition verschiedener Zahlen aus der rechten Spalte bilden lässt, was der eindeutigen Binärdarstellung des anderen Faktors entspricht. Sobald man diese Zahlen gefunden hat, addiert man ebenfalls die Zahlen, die jeweils in der gleichen Zeile in der linken Spalte stehen. Das Ergebnis dieser Addition ist zugleich die Lösung der Ursprungsaufgabe.

Am besten erläutert man die Funktionsweise an einem Rechenbeispiel.

## Rechenbeispiel
In diesem Beispiel soll die Aufgabe 14 · 21 gelöst werden.

### Variante 1
In Variante 1 wird Faktor 1 (14) in die linke Spalte der Tabelle eingetragen und  Faktor 2 (21) soll durch die Zahlen der rechten Spalte gebildet werden.
| Linke Spalte | Rechte Spalte |
| ------------ | ------------- |
| 14           | 1             |
| 28           | 2             |
| 56           | 4             |
| 112          | 8             |
| 224          | 16            |

An dieser Stelle kann die Tabelle aufhören, da nun Faktor 2 durch die Zahlen in der rechten Spalte gebildet werden kann, da:

1 + 4 + 16 = 21.

Nach den Regeln der Duplation zählt man nun auch die Zahlen der linken Spalte zusammen, die in derselben Zeile wie die vorherigen Zahlen stehen.
In diesem Beispiel heißt das:

 14 + 56 + 224 = 294.

Daraus ergibt sich, dass 14 · 21 = 294.

### Variante 2
In Variante 2 wird Faktor 2 (21) in die linke Spalte der Tabelle eingetragen und Faktor 1 (14) soll durch die Zahlen der rechten Spalte gebildet werden.
| Linke Spalte | Rechte Spalte |
| ------------ | ------------- |
| 21           | 1             |
| 42           | 2             |
| 84           | 4             |
| 168          | 8             |

An dieser Stelle kann die Tabelle aufhören, da nun Faktor 1 durch die Zahlen in der rechten Spalte gebildet werden kann, da:

2 + 4 + 8 = 14.

Nach den Regeln der Duplation zählt man nun auch die Zahlen der linken Spalte zusammen, die in derselben Zeile wie die vorherigen Zahlen stehen.
In diesem Beispiel heißt das:

 42 + 84 + 168 = 294.

Daraus ergibt sich ebenfalls, dass 14 · 21 = 294.

### Variante 3
Da diese Methode insbesondere bei mehrstelligen Aufgaben sehr aufwändig ist, kann man auch in Zwischenschritten mit dem Faktor 10 multiplizieren.

Wie in Variante 2 wird Faktor 2 (21) in die linke Spalte eingetragen und Faktor 1 (14) soll durch die Zahlen der rechten Spalte gebildet werden.
| Linke Spalte | Rechte Spalte |
| ------------ | ------------- |
| 21           | 1             |
| 210          | 10            |
| 42           | 2             |
| 84           | 4             |

An dieser Stelle kann die Tabelle aufhören, da nun Faktor 1 durch die Zahlen in der rechten Spalte gebildet werden kann, da:

10 + 4 = 14

Nach den Regeln der Duplation zählt man nun auch die Zahlen der linken Spalte zusammen, die in derselben Zeile wie die vorherigen Zahlen stehen.
In diesem Beispiel heißt das:

210 + 84 = 294

Daraus ergibt sich ebenfalls, dass 14 · 21 = 294.